# Liste der Gemeinden im Landkreis Leer

Karte des Landkreises Leer

In der Liste der Gemeinden im Landkreis Leer sind die 19 kleinsten Verwaltungseinheiten des Landkreises Leer aufgezählt. Die Kreisstadt Leer (Ostfriesland) ist eine Mittelstadt, Borkum und Weener sind Kleinstädte. Detern ist ein stadtähnlicher Ort mit Marktrecht, ein sogenannter Flecken.
Die letzte Gebietsänderung in dem am 1. Oktober 1932 gegründeten Landkreis Leer trat am 1. November 2001 in Kraft.

## Beschreibung
Weiter gegliedert werden kann der Landkreis in zwei Samtgemeinden:
- Samtgemeinde Hesel mit den Mitgliedsgemeinden Brinkum, Firrel, Hesel, Holtland, Neukamperfehn und Schwerinsdorf
- Samtgemeinde Jümme mit den Mitgliedsgemeinden Detern, Filsum und Nortmoor;

Die Städte Borkum, Leer (Ostfriesland) und Weener sind wie die Gemeinden Bunde, Jemgum, Moormerland, Ostrhauderfehn, Rhauderfehn, Uplengen und Westoverledingen Einheitsgemeinden.
Der Landkreis hat eine Gesamtfläche von 1.086,03 Quadratkilometern. Die größte Fläche innerhalb des Landkreises hat Uplengen mit 149 Quadratkilometern. Es folgen die Gemeinden Moormerland mit 122 Quadratkilometern, Bunde mit 121,5 Quadratkilometern, Westoverledingen mit 111,9 Quadratkilometern und Rhauderfehn mit 102,92 Quadratkilometern. Die Stadt Weener hat eine Fläche von 81,24 Quadratkilometern. Zwei Gemeinden haben eine Fläche von über 70 Quadratkilometern. Die Gemeinde Ostrhauderfehn ist 51 Quadratkilometer groß. Zwei Gemeinden sind größer als 40 Quadratkilometer und die Stadt Borkum ist 30,74 Quadratkilometer groß. Die Gemeinde Filsum ist 23,76 Quadratkilometer groß. Zwei Gemeinden sind größer als 10 Quadratkilometer. Drei Gemeinden sind kleiner als 10 Quadratkilometer, das wären Neukamperfehn mit 6,27 Quadratkilometern, Schwerinsdorf mit 5,57 Quadratkilometern und Brinkum mit 5,51 Quadratkilometern, die damit auch die kleinsten Gemeinden des Landkreises sind. Das gemeindefreie Gebiet Lütje Hörn hat eine Fläche von 6,5 ha, was 0,065 Quadratkilometern entspricht.
Den größten Anteil der 169.111 Einwohner des Landkreises Leer hat die Kreisstadt Leer (Ostfriesland) mit 33.992 Einwohnern, gefolgt von den Gemeinden Moormerland mit 23.429 und Westoverledingen mit 21.108. Vier Gemeinden, darunter die Stadt Weener, haben mehr als 10.000 Einwohner. Die Gemeinde Bunde und die Stadt Borkum haben mehr als 5000 Einwohner. Sieben Gemeinden haben zwischen 1000 und 5000 Einwohner. Die drei von der Einwohnerzahl her kleinsten Gemeinden haben unter 1000 Einwohner; das sind die Gemeinden Firrel mit 811 Einwohnern, Schwerinsdorf mit 722 und Brinkum mit 806 Einwohnern.
Der gesamte Landkreis Leer hat eine Bevölkerungsdichte von 156 Einwohnern pro Quadratkilometer. Die größte Bevölkerungsdichte innerhalb des Landkreises hat die Stadt Leer (Ostfriesland) mit 484 Einwohnern pro Quadratkilometer, gefolgt von Neukamperfehn mit 292 Einwohnern pro Quadratkilometer und Ostrhauderfehn mit 231 Einwohnern pro Quadratkilometer. Neun Gemeinden, darunter die Städte Weener und Borkum, haben eine Fläche von mehr als 100 Quadratkilometern. In sechs Gemeinden liegt die Bevölkerungsdichte bei unter 100 Einwohnern pro Quadratkilometer. Die am dünnsten besiedelte Gemeinde ist Jemgum mit 44 Einwohnern pro Quadratkilometer.

## Legende
- Gemeinde: Name der Gemeinde beziehungsweise Stadt
- Teilorte: Aufgezählt werden die ehemals selbständigen Gemeinden der Verwaltungseinheit
- Samtgemeinde: Zeigt die Zugehörigkeit zu einer der Samtgemeinden
- Wappen: Wappen der Gemeinde beziehungsweise Stadt
- Karte: Zeigt die Lage der Gemeinde beziehungsweise Stadt im Landkreis
- Fläche: Fläche der Stadt beziehungsweise Gemeinde, angegeben in Quadratkilometer
- Einwohner: Zahl der Menschen die in der Gemeinde beziehungsweise Stadt leben (Stand: 31. Dezember 2023[1])
- EW-Dichte: Angegeben ist die Einwohnerdichte, gerechnet auf die Fläche der Verwaltungseinheit, angegeben in Einwohner pro Quadratkilometer (Stand: 31. Dezember 2023[2])
- Höhe: Höhe der namensgebenden Ortschaft beziehungsweise Stadt in Meter über Normalnull
- Bild: Bild aus der jeweiligen Gemeinde beziehungsweise Stadt

## Gemeinden
| Gemeinde                         | Teilorte | Samtgemeinde | Wappen                                       | Karte                                                               | Fläche   | Einwohner | EW- Dichte | Höhe | Bild                                                       |
| -------------------------------- | --- | ------------ | -------------------------------------------- | ------------------------------------------------------------------- | -------- | --------- | ---------- | ---- | ---------------------------------------------------------- |
| Landkreis Leer                   | |              | Wappen des Landkreises Leer                  | Lage des Landkreises Leer in Niedersachsen                          | 1.086,03 | 169,111   | 174        |      | Mündung der Leda (rechts) in die Ems                       |
| Borkum (Stadt)                   | Borkum Ostland Reede |              | Wappen der Stadt Borkum                      | Lage der Stadt Borkum im Landkreis Leer                             | 30,74    | 4.337     | 141        | 6    | Kleiner (elektrischer) Leuchtturm auf Borkum               |
| Brinkum                          | Brinkum Meerhausen | Hesel        | Wappen der Gemeinde Brinkum                  | Lage der Gemeinde Brinkum im Landkreis Leer                         | 5,51     | 806       | 146        | 8    | Alte Schule Brinkum                                        |
| Bunde                            | Bunde Boen Bunderhee Dollart Wymeer |              | Wappen der Gemeinde Bunde                    | Lage der Gemeinde Bunde im Landkreis Leer                           | 121      | 7.432     | 61         | 2    | Bunder Mühle                                               |
| Detern (Flecken)                 | Detern Amdorf Barge Deternerlehe Neuburg Velde | Jümme        | Wappen des Fleckens Detern                   | Lage des Fleckens Detern im Landkreis Leer                          | 43,3     | 2.810     | 65         | 3    | St.-Stephani-und-Bartholomäi-Kirche in Detern              |
| Filsum                           | Filsum Ammersum Brückenfehn Busboomsfehn Lammertsfehn Stallbrüggerfeld | Jümme        | Wappen der Gemeinde Filsum                   | Lage der Gemeinde Filsum im Landkreis Leer                          | 23,76    | 2.220     | 93         | 4    | Brücke über den Nordgeorgsfehnkanal in Brückenfehn         |
| Firrel                           | Firrel | Hesel        | Die Gemeinde Firrel führt kein Wappen        | Lage der Gemeinde Firrel im Landkreis Leer                          | 8,26     | 811       | 98         | 6    | Andreaskirche in Firrel                                    |
| Hesel                            | Hesel Beningafehn Hasselt Heseler Hörn Kleinhesel Kiefeld Neuemoor Stikelkamp | Hesel        | Wappen der Gemeinde Hesel                    | Lage der Gemeinde Hesel im Landkreis Leer                           | 44,02    | 4.770     | 108        | 9    | Ludgerikirche in Hesel                                     |
| Holtland                         | Holtland Nücke Siebestock | Hesel        | Die Gemeinde Holtland führt kein Wappen      | Lage der Gemeinde Holtland im Landkreis Leer                        | 14,66    | 2.237     | 153        | 4    | Galerieholländer Holtland                                  |
| Jemgum                           | Jemgum Böhmerwold Critzum Ditzum Hatzum Holtgaste Marienchor Midlum Nendorp Oldendorp Pogum |              | Wappen der Gemeinde Jemgum                   | Lage der Gemeinde Jemgum im Landkreis Leer                          | 78,48    | 3.479     | 44         | 2    | Ditzum in Jemgum                                           |
| Leer (Ostfriesland) (Kreisstadt) | Leer (Ostfriesland) Bingum Heisfelde Hohegaste Leerort Loga Logabirum Nettelburg Nüttermoor |              | Wappen der Stadt Leer (Ostfriesland)         | Lage der Kreisstadt Leer (Ostfriesland) im Landkreis Leer           | 70,30    | 33,992    | 484        | 3    | Rathaus und Waage in Leer (Ostfriesland)                   |
| Moormerland                      | Boekzetelerfehn Gandersum Hatshausen Jheringsfehn Neermoor Oldersum Rorichum Tergast Terborg Veenhusen Warsingsfehn                                                                                    |              | Wappen der Gemeinde Moormerland              | Lage der Gemeinde Moormerland im Landkreis Leer                     | 122      | 23,429    | 192        | 1    | Emssperrwerk bei Gandersum                                 |
| Neukamperfehn                    | Neuefehn Stiekelkamperfehn | Hesel        | Die Gemeinde Neukamperfehn führt kein Wappen | Lage der Gemeinde Neukamperfehn im Landkreis Leer                   | 6,27     | 1.831     | 292        | 2    | Neuefehnkanal mit Schleuse                                 |
| Nortmoor                         | Nortmoor Brunn Heide Plaggenburg Pillkamp Terwisch | Jümme        | Wappen der Gemeinde Nortmoor                 | Lage der Gemeinde Nortmoor im Landkreis Leer                        | 15,34    | 1.806     | 118        | 3    | St. Georg-Kirche in Nortmoor                               |
| Ostrhauderfehn                   | Ostrhauderfehn Holterfehn Holtermoor Idafehn Langholt Potshausen |              | Wappen der Gemeinde Ostrhauderfehn           | Lage der Gemeinde Ostrhauderfehn im Landkreis Leer                  | 51       | 11,769    | 231        | 2    | Windmühle Idafehn                                          |
| Rhauderfehn                      | Backemoor Burlage Collinghorst Holte Klostermoor Langholt Rhaude Rhaudermoor Schatteburg Westrhauderfehn                                                                                               |              | Wappen der Gemeinde Rhauderfehn              | Lage der Gemeinde Rhauderfehn im Landkreis Leer                     | 102,92   | 18,228    | 177        | 1    | Ev.-luth. Hoffnungskirche und Fehnkanal in Westrhauderfehn |
| Schwerinsdorf                    | Schwerinsdorf | Hesel        | Wappen der Gemeinde Schwerinsdorf            | Lage der Gemeinde Schwerinsdorf im Landkreis Leer                   | 5,57     | 722       | 130        | 9    | Frühere Dorfschule in Schwerinsdorf                        |
| Uplengen                         | Bühren Großoldendorf Großsander Hollen Jübberde Kleinoldendorf Klein-Remels Kleinsander Meinersfehn Neudorf Neufirrel Nordgeorgsfehn Oltmannsfehn Poghausen Remels Selverde Spols Stapel Südgeorgsfehn |              | Wappen der Gemeinde Uplengen                 | Lage der Gemeinde Uplengen im Landkreis Leer                        | 149      | 11,989    | 80         | 6    | Christus-Kirche in Hollen                                  |
| Weener (Stadt)                   | Weener Beschotenweg Diele Dielerheide Halte Holthuserheide Kirchborgum Möhlenwarf St. Georgiwold Stapelmoor Stapelmoorerheide Tichelwarf Vellage Weenermoor                                            |              | Wappen der Stadt Weener                      | Lage der Stadt Weener im Landkreis Leer                             | 81,24    | 15,335    | 189        | 5    | Alter Hafen in Weener                                      |
| Westoverledingen                 | Breinermoor Driever Esklum Flachsmeer Folmhusen Grotegaste Großwolde Ihren Ihrhove Mitling-Mark Steenfelde Völlen                                                                                      |              | Wappen der Gemeinde Westoverledingen         | Lage der Gemeinde Westoverledingen im Landkreis Leer                | 111,9    | 21,108    | 189        | −1   | Mühlenensemble Mitling-Mark                                |
| Gemeindefreie Gebiete            | Insel Lütje Hörn |              |                                              | Lage der Insel Lütje Hörn (Gemeindefreies Gebiet) im Landkreis Leer | 0,065    |           |            |      | Lage der Insel Lütje Hörn vom Süden aus                    |

## Ehemalige Gemeinden
Siehe: Ehemalige Gemeinden des Landkreises Leer